# Mollisia nigrescens
Mollisia nigrescens är en svampart som först beskrevs av Feltgen, och fick sitt nu gällande namn av Le Gal & F. Mangenot 1961. Mollisia nigrescens ingår i släktet Mollisia och familjen Dermateaceae.   Inga underarter finns listade i Catalogue of Life.